# Короськово (Сергиево-Посадский район)
Короськово — деревня в Сергиево-Посадском районе Московской области России, входит в состав городского поселения Хотьково.

## Население
| 1859 | 1890 | 1899 | 1926 | 2002 | 2006 | 2010 |
| ---- | ---- | ---- | ---- | ---- | ---- | ---- |
| 50   | ↗59  | →59  | ↗78  | ↘1   | ↗8   | ↗28  |

## География
Деревня Короськово расположена на севере Московской области, в южной части Сергиево-Посадского района, примерно в 42 км к северу от Московской кольцевой автодороги, 11,5 км к юго-западу от железнодорожной станции Сергиев Посад и 4 км к югу от железнодорожной станции Хотьково, в междуречье Вори и Пажи бассейна Клязьмы.
В 4 км юго-восточнее деревни проходит Ярославское шоссе М8, в 13 км к югу — Московское малое кольцо А107, в 18 км к северу — Московское большое кольцо А108, в 30 км к западу — Дмитровское шоссе А104, в 2 км к западу — пути Ярославского направления Московской железной дороги.
Ближайшие сельские населённые пункты — деревня Репихово и посёлок Репихово.

## История
В «Списке населённых мест» 1862 года — казённая деревня 1-го стана Дмитровского уезда Московской губернии по правую сторону Московско-Ярославского шоссе (из Ярославля в Москву), в 39 верстах от уездного города и 13 верстах от становой квартиры, при прудах, с 9 дворами и 50 жителями (20 мужчин, 30 женщин).
По данным на 1890 год — деревня Морозовской волости 1-го стана Дмитровского уезда с 59 жителями.
В 1913 году — 10 дворов, усадьба Н. В. Финогенова.
По материалам Всесоюзной переписи населения 1926 года — деревня Репиховского сельсовета Хотьковской волости Сергиевского уезда Московской губернии в 3,2 км от Ярославского шоссе и 4,3 км от станции Хотьково Северной железной дороги, проживало 78 жителей (39 мужчин, 39 женщин), насчитывалось 17 крестьянских хозяйств.
С 1929 года — населённый пункт Московской области в составе:
- Репиховского сельсовета Сергиевского района (1929—1930)[13],
- Репиховского сельсовета Загорского района (1930—1954)[14][15],
- Митинского сельсовета Загорского района (1954—1963, 1965—1991)[16][17],
- Митинского сельсовета Мытищинского укрупнённого сельского района (1963—1965)[16],
- Митинского сельсовета Сергиево-Посадского района (1991—1994)[17],
- Митинского сельского округа Сергиево-Посадского района (1994—2006)[18],
- городского поселения Хотьково Сергиево-Посадского района (2006 — н. в.)[19][20].